# Хокинс (Висконсин)
Хокинс (енгл. Hawkins) град је у америчкој савезној држави Висконсин.

## Демографија
По попису из 2010. године број становника је 305, што је 12 (-3,8%) становника мање него 2000. године.
| Група             | 2000.       | 2010.       |
| Белци             | 311 (98,1%) | 296 (97,0%) |
| Афроамериканци    | 0 (0,0%)    | 0 (0,0%)    |
| Азијати           | 0 (0,0%)    | 1 (0,3%)    |
| Хиспаноамериканци | 0 (0,0%)    | 0 (0,0%)    |
| Укупно            | 317         | 305         |